# Charles Philippe Henry Levêque de Vilmorin
Charles Philippe Henry Levêque de Vilmorin  (firmaba Henry de Vilmorin) (26 de febrero de 1843 - 23 de agosto de 1899) fue un químico, botánico, genetista francés; era nieto de Philippe André de Vilmorin (1776-1862), y miembro de la firma comercial familiar de Vilmorin-Andrieux, se ocupó apasionadamente de la Botánica, especializándose en la mejora y cultivo de plantas.

## Algunas publicaciones
- 1876. Les Cultures de betteraves faites à la colonie de Mettray sous la direction de la Société des agriculteurs de France en 1875, rapport présenté à l'Assemblée générale le 15 mars 1876, par M. Henry Vilmorin

- 1878. Assainissement de la Seine. Épuration et utilisation des eaux d'égout. Commission d'études. Rapport de la première sous-commission chargée d'étudier les procédés de culture horticole à l'aide des eaux d'égout.

- 1879. Note sur une expérience relative à l'étude de l'hérédité dans les végétaux

- 1880. Les Meilleurs blés, description et culture des principales variétés de froments d'hiver et de printemps

- 1881. Exposition universelle internationale de 1878 de París, grupo V, clase 46. Reporte de los productos agrícolas no alimentarios

- 1886. Notice biographique sur Alphonse Lavallée, trésorier perpétuel de la Société nationale d'agriculture

- 1888. Les Meilleures pommes de terre, conferencia dicha en el Concurso agrícola general de París el 30 de enero de 1888. 31 pp.

- 1889. Catalogue méthodique et synonymique des froments qui composent la collection de Henry L. de Vilmorin

- 1890. Les légumes usuels

- 1890. L'Hérédité chez les végétaux

- 1891. Du Choix des blés de semence, des soins à leur donner. Syndicat des agriculteurs du Loiret, conferencia 24 de octubre de 1891. De la Elección del Trigo y Semillas, su atención

- 1892. Les Plantes de grande culture : céréales, plantes fourragères, industrielles et économiques

- 1892. Les Fleurs à Paris, culture et commerce, par Philippe L. de Vilmorin. Introduction par Henry L. de Vilmorin

- 1892. Les Blés à cultiver. Conferencia dicha en el Congreso de la Asociación Nacional de la meunerie française, 7 de septiembre de 1887, París (2ª ed.), seguido del invierno de 1890-1891 y los trigos

- 1893. Flowers of the French Riviera. Ed. Spottiswoode. 24 pp.

- 1894. Les Légumes de grande culture

- 1896. Le Chrysanthème, histoire, physiologie et culture en France et à l'étranger. 28 pp. Reimprimió Kessinger Publ. 2010. 34 pp. ISBN 1162284137

## Honores
- Presidente de la Société Botanique de France, en el periodo 1889
- Miembro de la Academia de Agricultura de Francia
- Miembro de por vida de la "Société botanique de France"
- Miembro de la Sociedad de la Historia de París y de la Ile de France

- La abreviatura «H.Vilm.» se emplea para indicar a Charles Philippe Henry Levêque de Vilmorin como autoridad en la descripción y clasificación científica de los vegetales.[1]